# 萨尔索马焦雷泰尔梅
萨尔索马焦雷泰尔梅（義大利語：Salsomaggiore Terme），是意大利帕尔马省的一个市镇。总面积81.68平方公里，人口20146人，人口密度246.6人/平方公里（2009年）。ISTAT代码为034032。

## 友好城市
- 法國 吕克瑟伊莱班